# Castillon, Calvados

Castillon este o comună în departamentul Calvados, Franța. În 1 ianuarie 2022 avea o populație de 368 de locuitori.